# Tjerna mesta
Tjerna mesta (bulgariska: Черна места) är ett vattendrag i Bulgarien.   Det ligger i regionen Blagoevgrad, i den sydvästra delen av landet, 80 km söder om huvudstaden Sofia.
I omgivningarna runt Tjerna mesta växer i huvudsak barrskog. Runt Tjerna mesta är det ganska glesbefolkat, med 36 invånare per kvadratkilometer.